# Kurtby
Kurtby (finska: Kurttila) är en stadsdel i Esbo stad och hör administrativt till Stor-Köklax storområde. 
Kurtby är ett glestbebyggt område med mestadels småhus. Den svenska Kungsgårdsskolan finns i Kurtby. 
Namnet Kurtby kommer från ett gammalt bynamn som genom tiderna har stavats Kurtthebacka (1540), Kurittbacka (1544), Kwrithwbacka (1551) och Kurtby (1592). På 1500-talet fanns det tre gårdar i Kurtby: Malm, Smeds och Kurtas eller Kurt. Bynamnet kan komma från namnet på en person. År 1541 nämns Jöns Kurritte och han eller hans förfäder kan ligga bakom byns namn. Efternamnet kan ha anknytning till finskans kurittu - vänsterhänt. En del av Kurtby kallas Åminne.

## Källor

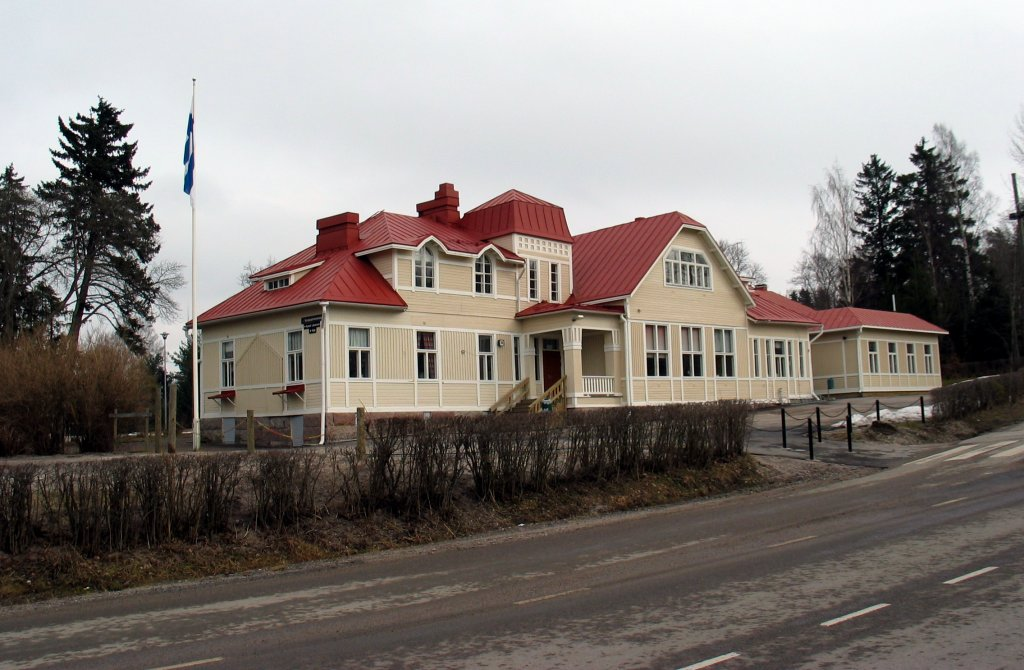
Kungsgårdsskolan i Kurtby